# Syzygium brevifolium
Syzygium brevifolium är en myrtenväxtart som först beskrevs av Asa Gray, och fick sitt nu gällande namn av Carl Müller. Syzygium brevifolium ingår i släktet Syzygium och familjen myrtenväxter.
Artens utbredningsområde är Samoa. Inga underarter finns listade i Catalogue of Life.